# 伊莉莎白·哈布斯堡-洛林
伊莉莎白·哈布斯堡-洛林（德語：Elisabeth Habsburg-Lothringen，1922年5月31日—1993年1月6日），奧地利末代皇帝卡爾一世的幼女。

## 家庭
1949年，伊莉莎白與列支敦斯登的海因里希王子結婚，兩人共有3子2女：
1. 文森（英语：Vincenz Liechtenstein）（1950年—2008年）
2. 米夏埃爾（Michael，1951年出生）
3. 夏洛特（Charlotte，1953年出生）
4. 克里斯托夫（Christof，1956年出生）
5. 卡爾（Karl，1957年出生）